# Indigovník
Indigovník (Indigofera), česky též modřil, je rozsáhlý rod rostlin z čeledi bobovité, zahrnující asi 750 druhů. Jsou to byliny až keře s růžovými, purpurovými nebo bílými motýlovitými květy, rozšířené v tropech a subtropech celého světa. Indigovníky jsou známy zejména jako zdroj barviva zvaného indigo. V tropech mají také význam jako pícniny a některé druhy jsou využívány zejména v místní medicíně. Zřídka jsou indigovníky pěstovány také v České republice jako okrasné dřeviny.

## Popis
Indigovníky jsou keře, polokeře nebo vytrvalé byliny, výjimečně i jednoleté byliny nebo naopak nevelké stromy. Odění se skládá z typických chlupů ve tvaru T, výjimečně jsou přítomny chlupy žláznaté. Palisty jsou vytrvalé nebo opadavé. Listy jsou povětšině lichozpeřené, skládající se ze vstřícných nebo méně často ze střídavých celokrajných lístků. U některých druhů jsou listy redukované na jediný lístek. Květenství jsou úžlabní hrozny nebo klasy. Květy jsou nejčastěji růžové až purpurové nebo bílé, řidčeji žluté, se zvonkovitým hypanthiem, krátce stopkaté nebo přisedlé. Kalich je miskovitý až zvonkovitý, zakončený 5 zuby. Pavéza je na bázi krátce nehetnatá a na vnější straně bývá pokryta přitisklými chlupy. Křídla jsou úzká, člunek srpovitý nebo lžicovitý, bočními ostruhami připojený ke křídlům. Tyčinky jsou dvoubratré, 9 je srostlých a jedna volná. Semeník je přisedlý, s 1 až mnoha vajíčky, s tenkou čnělkou nesoucí hlavatou bliznu. Lusky jsou čárkovité, podlouhlé nebo vejcovité, v průřezu okrouhlé až čtyřboké, obvykle pukající 2 chlopněmi nebo řidčeji nepukavé, s tenkými přehrádkami mezi semeny. Semena jsou kulovitá až hranatá.

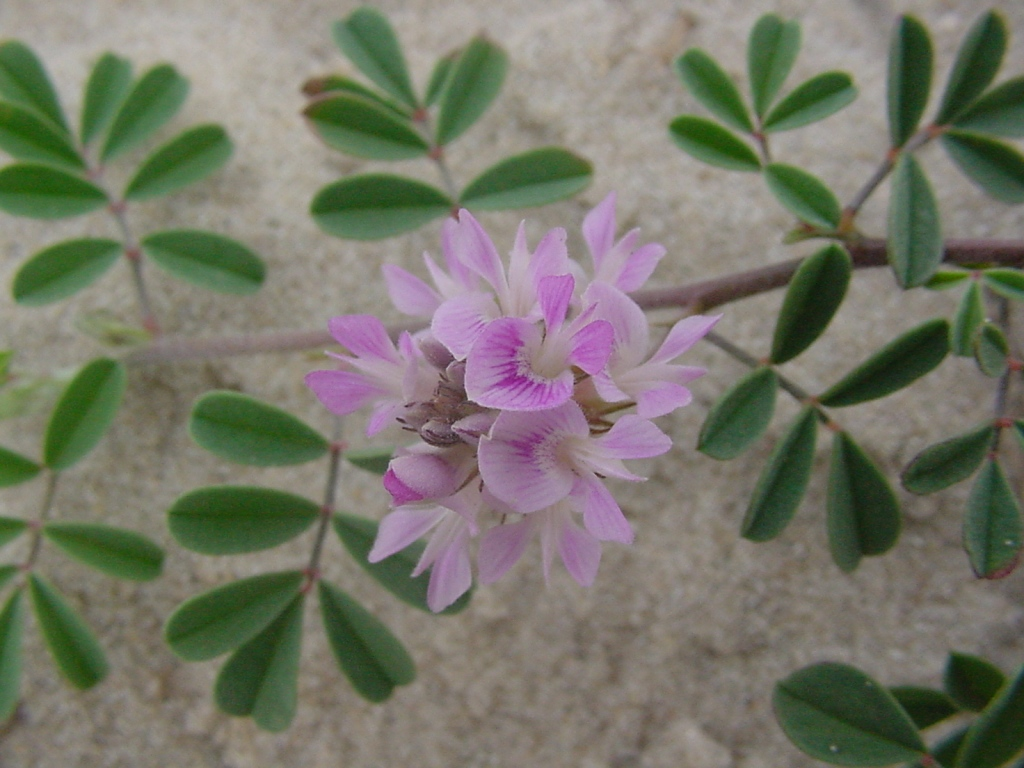
Indigovník Indigofera microcarpa
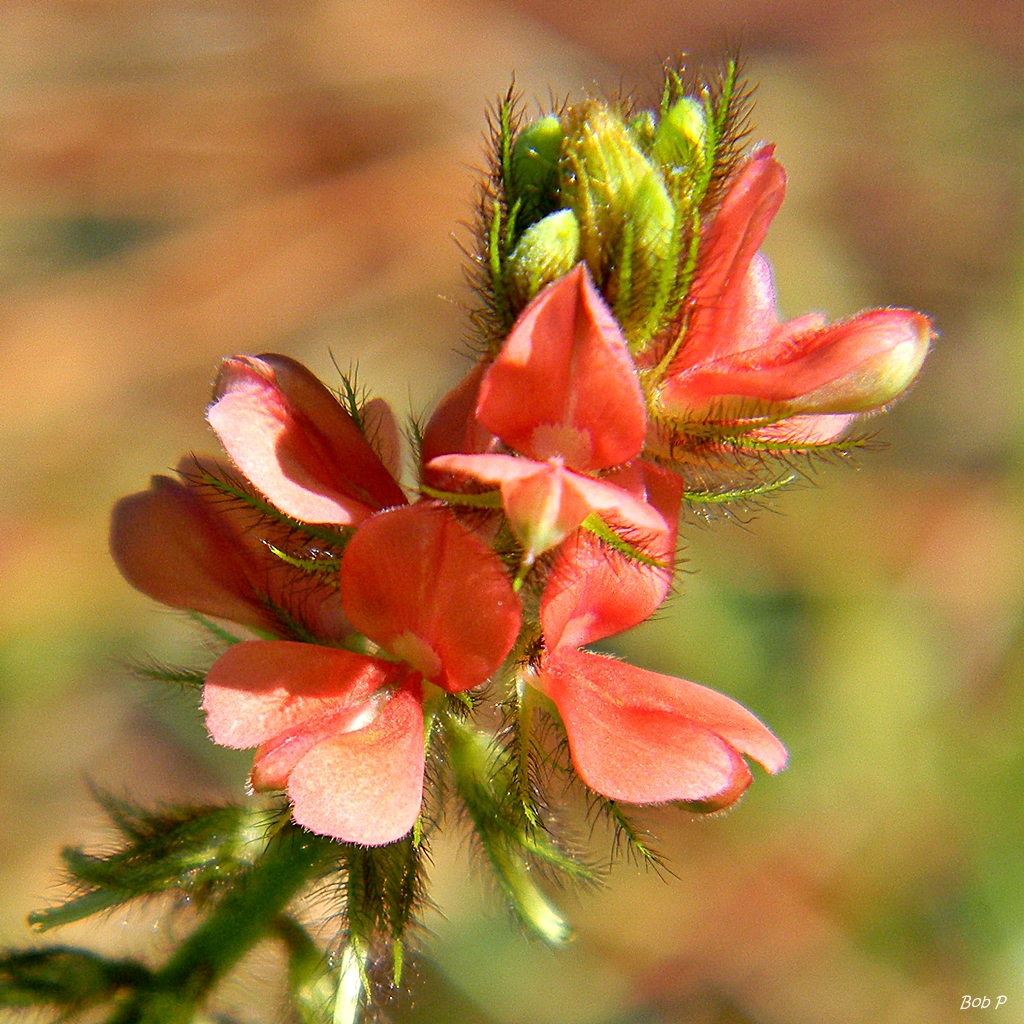
Indigovník Indigofera hirsuta
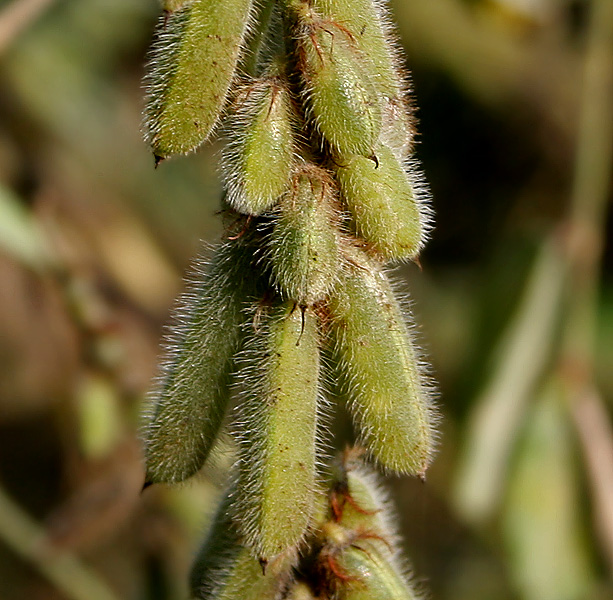
Plody indigovníku Indigofera astragalina
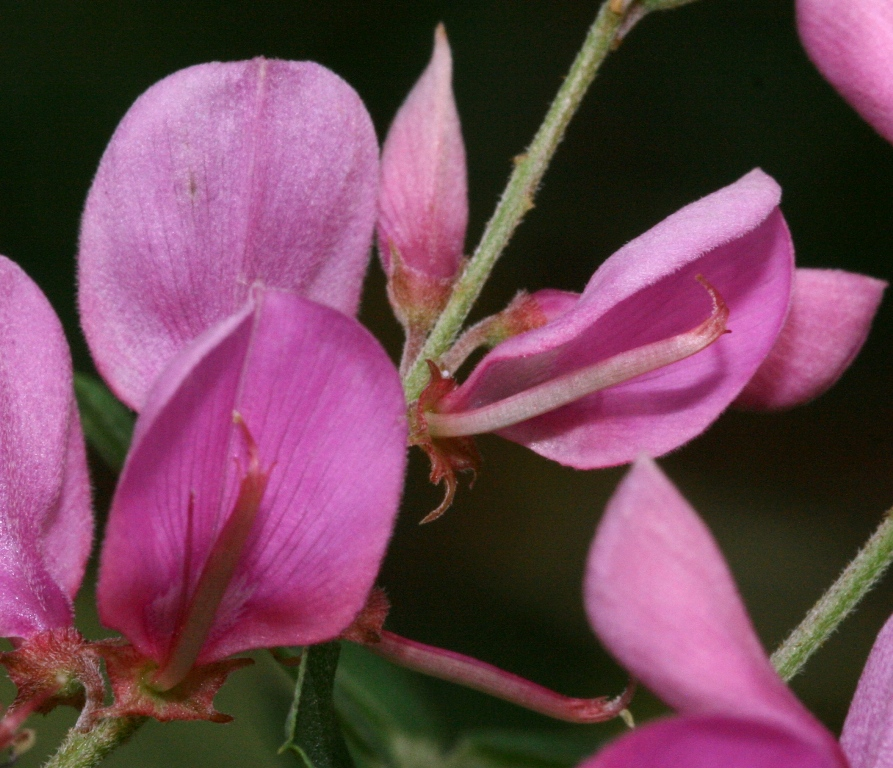
Detail květů Indigofera heterantha (křídla a člunek jsou již opadané)

## Rozšíření
Rod indigovník zahrnuje asi 750 druhů. Je rozšířen v tropech a subtropech na všech kontinentech. Nejvíce druhů se vyskytuje v Asii a Africe. Indigovník pravý (I. tinctoria) díky pěstování zdomácněl i v ostatních oblastech tropů včetně Latinské Ameriky, podobně i některé druhy pěstované jako pícniny. Některé druhy mají areál rozšíření velmi rozsáhlý, např. druhy Indigofera nummulariifolia, I. cordifolia, I. linifolia a I. hirsuta rostou v Asii, Africe i Austrálii.

## Obsahové látky
Mezi obsahové látky zjištěné v indigovníku pravém (Indigofera tinctoria) náleží indicin, flavonoidy, apigenin, kemferol, luteolin, kvercetin, dále kumariny, kardioaktivní glykosidy, saponiny a třísloviny. V druhu I. arrecta bylo zjištěno až 1% indigotinu, v listech je přítomen v množství až 4% glykosid flavonolu, jehož hydrolýzou vzniká rhamnosa a kempferol. Druh I. enneaphylla obsahuje mj. nenasycené uhlovodíky indigoferin a enneaphyllin.
Některé druhy indigovníků jsou jedovaté, např. Indigofera suffruticosa, který způsobuje otravy dobytka. Účinnou látkou je zde glukoester kyseliny alfa-nitropropionové. Pro koně je jedovatý druh I. enneaphylla. Zde je účinnou látkou neproteinová aminokyselina indospicin.

## Význam
Nejznámějším druhem je bezesporu indigovník pravý, kulturní rostlina zmiňovaná v indických rukopisech již v době před naším letopočtem. Poskytuje jasně modré barvivo, které také dalo tomuto rodu jméno: indigo. Kolem roku 1870 byla rozluštěna chemická struktura indiga a později začalo být ve velkém vyráběno synteticky. Jako zdroj indiga se v menší míře používaly i jiné druhy indigovníku, např. americký Indigofera suffruticosa nebo africký I. arrecta.
Indigovníky mají poměrně pestrý obsah účinných látek a některé druhy jsou využívány v medicíně.
Jihoamerický indigovník Indigofera lespedezioides je občas místně pěstován pro kořeny používané při léčbě průjmu. I. suffruticosa je v Jižní i Střední Americe používán v léčitelství zejména při epilepsii, hadím kousnutí, bodnutí štírem a syfilis. Výluh z jeho kořenů slouží k hubení štěnic, vší a jiných parazitů a k desinfekci zanícených ran. Indigovníky patří k oblíbeným rostlinám také v tradiční indické medicíně. Mezi používané druhy náleží zejména druhy Indigofera arrecta, I. articulata, I. aspalathoides, I. enneaphylla, I. oblongifolia, I. pulchella, I. tinctoria a I. trifoliata.
I. suffruticosa je ve Venezuele používán jako jed k tradičnímu lovu ryb, tzv. barbasco. Některé druhy mají význam jako pícniny, zejména I. hirsuta a I. spicata, druhy používané jako píce v tropech celého světa. V Súdánu je oblíbenou pastvou velbloudů I. arenaria.
Indigovníky se celkem zřídka pěstují v České republice jako okrasné nebo sbírkové dřeviny. Z našich botanických zahrad jsou uváděny tyto druhy: Indigofera amblyantha, I. balfouriana, I. heterantha, I. kirilowii, I. potaninii a I. tinctoria.

## Pěstování
Indigovníky jsou světlomilné dřeviny kterým se obecně daří na propustných vápenatých půdách. Letorosty zpravidla vymrzají přes zimu až k zemi, na jaře však znovu obrážejí. Lze je množit výsevem semen, hřížením nebo kořenovými či zelenými řízky.